# ダニエル・ジェームズ
ダニエル・オーウェン・ジェームズ（Daniel Owen James、1997年11月10日 - ）は、イングランド・キングストン・アポン・ハル出身のサッカー選手。EFLチャンピオンシップ・リーズ・ユナイテッド所属。ウェールズ代表。ポジションはFW。

## クラブ経歴
2006年、10歳の時に、ハル・シティのジュニアチームに加入した。12歳の時、友人との関係を優先するためサッカーをやめたいと思ったこともあったが、ハルのコーチに引き留められたという。2014年、U-18チーム所属時に、ウェールズに拠点を構えるスウォンジー・シティが持つU-18チームに移籍をした。
2017年6月30日、クラブのリザーブチームからトップチーム昇格と同時に、当時フットボールリーグ1に所属していたシュルーズベリー・タウンへシーズン終了まで期限付き移籍をした。しかし、ここでは全く出番を得ることができず、公式戦に1試合たりとも出場することはなかった。
2018年2月6日、FAカップ4回戦のノッツ・カウンティ戦で後半62分、ネイサン・ダイアーとの交代でピッチに入り、トップチーム初出場を飾った。さらに、82分には、プロ初ゴール並びにスウォンジー・シティでの初得点となるゴールを決めている。
2018-19シーズンからは、チームの主軸として活躍をし、8月17日のバーミンガム・シティ戦でリーグデビュー、11月24日に行われたノリッジ・シティ戦でリーグ初得点を記録した。
2019年6月12日、マンチェスター・ユナイテッドへ移籍することが発表された。怪我人が前線に続出していたこともあり、開幕戦チェルシー戦で途中交代から4点目を決めて移籍後初ゴールを挙げ、第2節からは先発で出場した。
2021年夏の移籍期間最終日となる2021年8月31日にリーズ・ユナイテッドへ移籍することが発表された。
2022年9月1日、フラムへの1年間のローン移籍が発表された。

## 代表経歴
イングランド出身のため、イングランド代表選択権も持っているが、彼の父がウェールズのアバーデア出身ということからウェールズ代表を選択した。U-17とU-19代表ではそれぞれのUEFA 欧州選手権に出場した。
2018年11月20日、以前からA代表招集はあったものの、出場こそは無かったが、この日のアルバニア代表との親善試合に臨むウェールズ代表に招集され、フル代表初出場を飾った。2019年3月24日に行われたUEFA 欧州選手権予選のスロバキア代表戦にて、前半5分にこの試合の決勝点となる代表初ゴールをマークした。

## 人物
父はウェールズ出身のウェールズ系イングランド人、母はイングランド人である。

## 個人成績

### クラブ
2022年11月13日現在
| クラブ                          | シーズン | リーグ             | リーグ | リーグ | カップ | カップ | リーグカップ | リーグカップ | 国際大会 | 国際大会 | その他 | その他 | 通算 | 通算 |
| クラブ                          | シーズン | ディビジョン       | 出場   | 得点   | 出場   | 得点   | 出場         | 得点         | 出場     | 得点     | 出場   | 得点   | 出場 | 得点 |
| ------------------------------- | -------- | ------------------ | ------ | ------ | ------ | ------ | ------------ | ------------ | -------- | -------- | ------ | ------ | ---- | ---- |
| スウォンジー・シティ U-21       | 2016-17  | —                  | —      | —      | —      | —      | —            | —            | —        | —        | 3      | 1      | 3    | 1    |
| スウォンジー・シティ U-21       | 2017-18  | —                  | —      | —      | —      | —      | —            | —            | —        | —        | 1      | 0      | 1    | 0    |
| スウォンジー・シティ U-21       | 通算     | 通算               | —      | —      | —      | —      | —            | —            | —        | —        | 4      | 1      | 4    | 1    |
| スウォンジー・シティ            | 2017-18  | プレミアリーグ     | 0      | 0      | 1      | 1      | —            | —            | —        | —        | —      | —      | 1    | 1    |
| スウォンジー・シティ            | 2018-19  | チャンピオンシップ | 33     | 4      | 4      | 1      | 1            | 0            | —        | —        | —      | —      | 38   | 5    |
| スウォンジー・シティ            | 通算     | 通算               | 33     | 4      | 5      | 2      | 1            | 0            | —        | —        | —      | —      | 39   | 6    |
| シュルーズベリー・タウン (loan) | 2017-18  | リーグ1            | 0      | 0      | —      | —      | 0            | 0            | —        | —        | 0      | 0      | 0    | 0    |
| マンチェスター・ユナイテッド    | 2019-20  | プレミアリーグ     | 33     | 3      | 3      | 0      | 4            | 0            | 6        | 1        | —      | —      | 46   | 4    |
| マンチェスター・ユナイテッド    | 2020-21  | プレミアリーグ     | 15     | 3      | 1      | 0      | 1            | 0            | 9        | 2        | —      | —      | 26   | 5    |
| マンチェスター・ユナイテッド    | 2021-22  | プレミアリーグ     | 2      | 0      | —      | —      | —            | —            | —        | —        | —      | —      | 2    | 0    |
| マンチェスター・ユナイテッド    | 通算     | 通算               | 50     | 6      | 4      | 0      | 5            | 0            | 15       | 3        | —      | —      | 74   | 9    |
| リーズ・ユナイテッド            | 2021-22  | プレミアリーグ     | 32     | 4      | 1      | 0      | 2            | 0            | —        | —        | —      | —      | 35   | 4    |
| リーズ・ユナイテッド            | 2022-23  | プレミアリーグ     | 4      | 0      | 0      | 0      | 1            | 0            | —        | —        | —      | —      | 5    | 0    |
| リーズ・ユナイテッド            | 通算     | 通算               | 36     | 4      | 1      | 0      | 3            | 0            | —        | —        | —      | —      | 40   | 4    |
| フラム (loan)                   | 2022-23  | プレミアリーグ     | 8      | 1      | 0      | 0      | 0            | 0            | —        | —        | —      | —      | 8    | 1    |
| 総通算                          | 総通算   | 総通算             | 127    | 15     | 10     | 2      | 9            | 0            | 15       | 3        | 4      | 1      | 165  | 21   |

## 代表歴

### 出場大会
- ウェールズ代表
  - 2022 FIFAワールドカップ

### 試合数
2024年1月1日現在
- 国際Aマッチ 49試合 6得点（2018年-）[21]

| ウェールズ代表 | 国際Aマッチ | 国際Aマッチ |
| 年             | 出場        | 得点        |
| -------------- | ----------- | ----------- |
| 2018           | 1           | 0           |
| 2019           | 9           | 2           |
| 2020           | 7           | 1           |
| 2021           | 13          | 2           |
| 2022           | 11          | 0           |
| 2023           | 8           | 1           |
| 2024           |             |             |
| 通算           | 49          | 6           |

### 得点
| 得点 | 日時           | 場所                                       | キャップ | 相手         | スコア | 結果 | 大会                                             |
| ---- | -------------- | ------------------------------------------ | -------- | ------------ | ------ | ---- | ------------------------------------------------ |
| 1.   | 2019年3月24日  | カーディフ、カーディフ・シティ・スタジアム | 2        | スロバキア   | 1-0    | 1-0  | UEFA EURO 2020予選・グループE                    |
| 2.   | 2019年9月9日   | カーディフ、カーディフ・シティ・スタジアム | 6        | ベラルーシ   | 1-0    | 1-0  | 親善試合                                         |
| 3.   | 2020年11月18日 | カーディフ、カーディフ・シティ・スタジアム | 17       | フィンランド | 2-0    | 3-1  | UEFAネーションズリーグ2020-21・リーグB           |
| 4.   | 2021年3月30日  | カーディフ、カーディフ・シティ・スタジアム | 19       | チェコ       | 1-0    | 1-0  | 2022 FIFAワールドカップ・ヨーロッパ予選グループE |
| 5.   | 2021年10月8日  | プラハ、シノー・ティップ・アレナ           | 27       | チェコ       | 2-2    | 2-2  | 2022 FIFAワールドカップ・ヨーロッパ予選グループE |
| 6.   | 2023年6月16日  | カーディフ、カーディフ・シティ・スタジアム | 44       | アルメニア   | 1-0    | 2-4  | UEFA EURO 2024予選                               |